# Dwayne Evans
Dwayne Evans (né le 13 octobre 1958 à Phoenix) est un athlète américain, spécialiste du 200 mètres.
Deuxième des sélections olympiques américaines de 1976, il participe aux Jeux olympiques de Montréal et remporte la médaille de bronze du 200 mètres, derrière le Jamaïcain Don Quarrie et l'Américain Millard Hampton. Il remporte par ailleurs les Championnats de l'AAA de 1979 et les Championnats NCAA de 1981.  
Le record personnel sur 200 m de ce sprinter d'un mètre 84 et de 73 kg, établi en 1987 à Albuquerque onze ans après sa médaille olympique, est de 20 s 08 [3].

## Palmarès
| Date | Compétition     | Lieu     | Résultat | Discipline |
| ---- | --------------- | -------- | -------- | ---------- |
| 1976 | Jeux olympiques | Montréal | 3e       | 200 m      |